# Danh sách vườn quốc gia tại Đài Loan
Vườn quốc gia tại Đài Loan là các khu vực được hình thành để bảo vệ cảnh quan tự nhiên, hệ động thực vật hoang dã và di tích lịch sử trong phạm vi của nó. Hiện nay Đài Loan có tổng cộng 9 vườn quốc gia và tất cả đều được sự quản lý bởi Bộ Nội chính. Tổng diện tích bảo vệ của các vườn quốc gia là 7.489,49 kilômét vuông (2.891,71 dặm vuông Anh)., trong đó diện tích đất 3.103,76 kilômét vuông (1.198,37 dặm vuông Anh), chiếm 8,6% tổng diện tích đất của Đài Loan.
Các vườn quốc gia được thành lập đầu tiên vào năm 1937, khi Đài Loan nằm dưới sự cai trị của Nhật Bản. Sau Chiến tranh thế giới thứ hai, tiếng nói bảo vệ môi trường tự nhiên đã bị đình chỉ do sự cai trị độc đoán và thiết quân luật tại Đài Loan dưới thời thủ tướng Trần Thành. Luật Vườn quốc gia được thông qua vào năm 1972 và cuối cùng các vườn quốc gia mới đầu tiên được tái lập vào năm 1984.
Không nên nhầm lẫn các vườn quốc gia với danh thắng quốc gia. Danh thắng quốc gia quốc gia được quản lý bởi Cục Du lịch thuộc Bộ Giao thông vận tải và Truyền thông. Ngoài ra còn có những triết lý khác nhau chi phối sự phát triển của hai loại khu vực bảo vệ này. Đối với một vườn quốc gia, sự nhấn mạnh là về bảo tồn tài nguyên thiên nhiên và văn hóa, nên việc con người sử dụng chỉ là thứ cấp.

## Danh sách

### Danh sách
| Tên                                   | Diện tích                                                         | Năm thành lập | Mô tả | Hình ảnh |
| ------------------------------------- | ----------------------------------------------------------------- | ------------- | --- | -------- |
| Vườn quốc gia Khẩn Đinh               | 332,90 km2 (82.261,4 mẫu Anh), 180,84 km² đất, và 152,06 km² nước | 1984          | Nằm trên mũi phía nam của Đài Loan thuộc huyện Bình Đông, nó cũng là vườn quốc gia lâu đời nhất Đài Loan, Khẩn Đinh nổi tiếng với rạn san hô nhiệt đới và các loài chim di trú. |          |
| Vườn quốc gia Ngọc Sơn                | 1.031,21 km2 (254.817,5 mẫu Anh)                                  | 1985          | Vườn quốc gia lớn nhất trên đảo chính của Đài Loan, nằm ở trung tâm của đảo. Nó bảo vệ dãy núi Ngọc Sơn cao 3952 mét là đỉnh cao nhất Đông Á. |          |
| Vườn quốc gia Dương Minh Sơn          | 113,38 km2 (28.016,8 mẫu Anh)                                     | 1985          | Vườn quốc gia cực bắc trên đảo Đài Loan có dạng địa hình núi lửa. Dương Minh Sơn nổi tiếng với các mạch nước nóng và hiện tượng địa nhiệt. Mỗi mùa xuân, Dương Minh Sơn rực rỡ bởi các loài hoa. Về mặt hành chính, nó là một phần ở thành phố Đài Bắc và một phần ở Tân Bắc. |          |
| Vườn quốc gia Thái Lỗ Các             | 920 km2 (227.337,0 mẫu Anh)                                       | 1986          | Một hẻm núi đá cẩm thạch tráng lệ được cắt và chạm khắc bởi sông Lạch Vụ, tạo ra một trong những cảnh quan ấn tượng nhất trên thế giới. Đây cũng là quê hương của những người bản địa Thái Lỗ Các. |          |
| Vườn quốc gia Tuyết Bá                | 768,5 km2 (189.900,5 mẫu Anh)                                     | 1992          | Nằm ở trung tâm phía bắc của đảo Đài Loan thuộc huyện Tân Trúc và Miêu Lật. Đây là nơi có đỉnh Tuyết Sơn và ngọn núi cao thứ hai của Đông Á, Dãy núi Đại Bá. |          |
| Vườn quốc gia Kim Môn                 | 35,29 km2 (8.720,3 mẫu Anh)                                       | 1995          | Vườn quốc gia có những chiến trường lịch sử ở Kim Môn. Nó cũng nổi tiếng với hệ sinh thái đất ngập nước và các tòa nhà truyền thống của Phúc Kiến có niên đại từ thời nhà Minh. Nó không nằm trên đảo Đài Loan, mà trên một hòn đảo nằm ngoài khơi bờ biển Trung Quốc đại lục. |          |
| Vườn quốc gia Rạn san hô vòng Đông Sa | 3.536,68 km2 (873.932,7 mẫu Anh), bao gồm 1,79 km² đất            | 2007          | Vườn quốc gia biển đầu tiên của Đài Loan. Nó bảo vệ khoảng 72 loài thực vật đặc hữu và 125 loài côn trùng. Giống như vườn quốc gia Kim Môn, nó không nằm trên đảo Đài Loan. Bởi vì việc bảo vệ nghiêm ngặt trên đảo Đông Sa, hiện tại nó không mở cửa cho khách du lịch tham quan. |          |
| Vườn quốc gia Đài Giang               | 393,1 km2 (97.137,1 mẫu Anh), 49,05 km² đất, và 344,05 km² nước   | 2009          | Nằm ở phía tây nam Đài Loan trên bờ biển Đài Nam. Cảnh quan thủy triều của vườn quốc gia là một trong những đặc điểm nổi bật nhất tại đây. Khoảng 200 năm trước, một phần lớn của vườn quốc gia trước đây là một phần của biển nội địa Đài Giang. Tại đây có một loạt các sinh vật biển phong phú, bao gồm 205 loài động vật thân vỏ, 240 loài cá và 49 loài cua phát triển mạnh trên đầm lầy của tây nam Đài Loan. |          |
| Vườn quốc gia biển Nam Bành Hồ        | 358,44 km2 (88.572,5 mẫu Anh), bao gồm 3,70 km² đất               | 2014          | Nằm ở phía nam của Bành Hồ vườn quốc gia có các cụm san hô Acropora lớn cùng với sự đa dạng các loài cá và thân vỏ sống trong các rạn san hô. Các đảo nhỏ cũng được biết đến với địa hình bazan tuyệt đẹp và những ngôi nhà mái thấp độc đáo được xây dựng bởi những cư dân thời kỳ đầu với đá san hô và bazan. |          |

### Các vườn quốc gia dưới thời Đài Loan thuộc Nhật
Năm 1937, Toàn quyền Seizō Kobayashi chỉ định ba vườn quốc gia:
| Tên                            | Tiếng Nhật         | Mô tả                                                                 |
| ------------------------------ | ------------------ | --------------------------------------------------------------------- |
| Vườn quốc gia Daiton           | 大屯國立公園       | Bây giờ là Vườn quốc gia Dương Minh Sơn                               |
| Vườn quốc gia Nītaka-Arisan    | 新高阿里山國立公園 | Bây giờ là Vườn quốc gia Ngọc Sơn và Khu danh thắng quốc gia A Lý Sơn |
| Vườn quốc gia Tsugitaka-Taroko | 次高タロコ國立公園 | Bây giờ là Vườn quốc gia Thái Lỗ Các và Vườn quốc gia Tuyết Bá        |

### Các vườn quốc gia dự kiến
Năm vườn quốc gia khác đã được đề xuất nhưng kế hoạch hình thành đã bị tạm dừng do phản đối:
- Vườn quốc gia Mã Cáo Cối Mộc
- Vườn quốc gia Năng Đan
- Vườn quốc gia Lan Tự
- Vườn quốc gia Lục Đảo
- Vườn quốc gia biển Nam Tam Đảo

## Công viên tự nhiên quốc gia
| Tên                                 | Diện tích                   | Năm thành lập | Mô tả    | Hình ảnh |
| ----------------------------------- | --------------------------- | ------------- | -------- | -------- |
| Công viên tự nhiên quốc gia Thọ Sơn | 11,23 km2 (2.775,0 mẫu Anh) | 2011          | Cao Hùng |          |

### Công viên tự nhiên đề xuất
Hiện tại có 1 công viên tự nhiên được đề xuất thành lập nhưng tạm dừng do phản đối:
- Công viên tự nhiên quốc gia Mỹ Nùng